# Valle (Saviore dell'Adamello)
Valle (Val in dialetto camuno) è una frazione del comune di Saviore dell'Adamello, in media Val Camonica, in provincia di Brescia.

## Geografia fisica

### Territorio
Valle è un abitato che si sviluppa lungo la stretta strada che salendo da Fresine giunge fino all'inizio della Val Adamé. Si trova nella biforcazione meridionale della Valsaviore.

## Monumenti e luoghi d'interesse

### Architetture religiose
Le chiese di Valle sono:
- Parrocchiale di S. Bernardino da Siena, XVI secolo, l'inaugurazione è del 1685. Ha un portale in granito.

## Società

### Tradizioni e folclore
Gli scütüm sono nei dialetti camuni dei soprannomi o nomiglioli, a volte personali, altre indicanti tratti caratteristici di una comunità. Quello che contraddistingue gli abitanti di Valle è Maghì.
la notte del 5 gennaio, giorno prima dell'epifania si effettua il rito delle pisaegie (in dialetto camuno: brucia [le cose] vecchie): i ragazzi del paese girano per le strade provocando strepiti con le cioche (campanacci) e le tàcole (strumenti a percussione di legno) e questuando di casa in casa.

## Geografia antropica
La frazione si divide a sua volta in più località: Cavrinal, Cadistagn, Cancé ‘’Daich’’ e Funtane.
Sul fondo della vallata, prima dell'accesso alla Valle Adamé, c'è la località La Rasega e Cùs.